# Chad Varah
Chad Varah, CH, CBE (* 12. November 1911 in Barton-upon-Humber, North Lincolnshire, England; † 8. November 2007 in Basingstoke, Hampshire) war ein britischer anglikanischer Geistlicher, der oft als Begründer der Telefonseelsorge angesehen wird. Vor ihm hatten bereits Harry Warren in New York (1895) und Pfarrer West in London (1953) versucht, das Telefon als Kontaktbrücke zu nutzen. Varahs Verdienst ist neben der Gründung einer Organisation (Samaritans) sein Konzept der Samariter, welches bis heute in den Telefonseelsorgen weltweit Spuren hinterlassen hat.

## Leben
Varah, ältestes von neun Kindern, deren Vater ebenfalls Priester war, wurde am Worksop College (im Norden der Grafschaft Nottinghamshire) sowie am Keble College der Oxford-Universität ausgebildet und 1936 ordiniert.
Er wurde 1953 Vikar der Kirchengemeinde St Stephen Walbrook in der Londoner City und blieb dies bis 2003.
Ebenfalls 1953 gründete Varah mit den „Samaritans“ die erste rund um die Uhr erreichbare und nicht–klerikale Telefonseelsorge der Welt, nach deren Muster sich viele weitere bildeten.

## Verdienste um die Konzeption der Telefonseelsorge
Varah begann seine Arbeit nur geringfügig später als Pfarrer West. Am Anfang stand das Motiv, Suizide zu verhindern. Das Telefon und die Anonymität bildeten dabei nur eine Brücke, welche in eine persönliche Betreuung mündete. Varahs Samaritans fühlten sich nur für die Suizidprophylaxe zuständig.
Varahs Konzeption für die Arbeit am Telefon sah als Ziel das Befriending vor. Der Samariter wird für kurze Zeit zum Freund des Selbstmordgefährdeten und ermöglicht diesem dadurch neue soziale Kontakte und eine gewisse Umgestaltung seines Lebens. Für Varah ist das Zuhören ohne zu unterbrechen, ohne Ratschläge zu erteilen und ohne religiöse Einflussnahme Grundvoraussetzung für einen Samariter. Eine prinzipielle Offenheit und eine Bereitschaft, auf die Wünsche des Hilfesuchenden einzugehen, unabhängig von Religion und Konfession, stehen im Mittelpunkt seiner Konzeption, welche bis heute weltweit in den Telefonseelsorgen fortwirkt.

## Trivia
1994 leitete Varah die Trauung von Lady Sarah Armstrong-Jones, der einzigen Tochter Prinzessin Margarets, mit dem Schauspieler Daniel Chatto.

## Werke (Auswahl)
- Chad Varah: Samariter. Hilfe durchs Telefon. Kreuz Verlag, Stuttgart/Berlin 1966.
- Chad Varah (Hrsg.): The Samaritans in the '70s: To Befriend the Suicidal and Despairing. Constable, London 1973, ISBN 0-09-458330-7.
- Chad Varah (Hrsg.): Samaritans in the 80's To Befriend the Suicidal and Despairing. Constable, London 1980, ISBN 0-09-463130-1.
- Chad Varah: Before I Die Again: The Autobiography of the Founder of the Samaritans. Constable, London 1992, ISBN 0-09-470580-1.